# Dundee Rockets
Dundee Rockets byl hokejový klub z Dundee, který hrával Britskou hokejovou ligu v Británii.
Klub byl založen roku 1963. Zanikl roku 1987. Jejich domovským stadionem byl Tigers Home Ice.

## Vítězství
- Northern League - 1973, 1982
- British Championship - 1982, 1983, 1984
- British Hockey League - 1983, 1984
- Autumn Cup - 1984